# Spondias

Spondias L. é um gênero botânico pertencente à família Anacardiaceae que compreende, atualmente, 18 espécies de árvores frutíferas, distribuidas pelas zonas tropical e subtropicais do mundo.

## História
Spondias L. foi um dos primeiros gêneros de Anacardiaceae descritos por Linnaeus (1737), com a espécie-tipo S. mombin publicada em 1753. Apesar de seu estabelecimento precoce e importância econômica, numerosos táxons foram atribuídos a Spondias que não são mais aceitos, alguns dos quais sequer fazem parte de Spondioideae, conforme definido atualmente.

## Distribuição geográfica
| style="padding-bottom:10pt;"           |
| Distribuição geográfica de Spondias L. |
| (■ nativa — ■ introduzida)             |
| POWO, mai 2025                         |

As 18 espécies atualmente reconhecidas do gênero Spondias L. estão distribuídas dentro das zonas tropical e subtropicais do mundo, sendo dez espécies nativas da região neotropical, uma de Madagascar e as restantes sete espécies da Ásia. No Brasil, o gênero é representado por seis espécies que habitam do semi-árido às florestas pluvias.

## Espécies
PWO - Plants of the World Online aceita atualmente 18 espécies:
| - Spondias admirabilis J.D.Mitch. & Daly — Endêmica da Mata Atlântica do Rio de Janeiro, Brasil. - Spondias bahiensis P. Carvalho, Van den Berg & M. Machado — (umbu-cajá) é nativa e endêmica da região nordeste (Alagoas, Bahia, Pernambuco, Sergipe) . - Spondias bipinnata Airy Shaw & Forman — nativa da Tailândia. - Spondias dulcis Parkinson — do Pacífico sul é amplamente cultivada nos trópicos. — sinônimos: Evia dulcis (Parkinson) Blume, S. cytherea Sonn., S. acida Blume, S. dulcis Parkinson var. acida (Blume) Marchand, Evia acida (Blume) Blume. - Spondias expeditionaria J.D. Mitch. & Daly — endêmica da Mata Atlântica do Espírito Santo, Minas Gerais e São Paulo, Brasil. - Spondias globosa J.D. Mitch. & Daly — Acre e Amazonas, no Brasil e Zulia, na Venezuela. - Spondias macrocarpa Engl. — Brasil. — sinônimos: S. dulcis Parkinson var. macrocarpa (Engl.) Engl. - Spondias malayana Kosterm. - Spondias mombin L. — ocorre do México à Bolívia. No Brasil, ocorre no sudeste, centro-oeste, nordeste e norte. — sinônimos: S. lutea L. - Spondias novoguineensis Kosterm. • * Spondias pinnata (L.f.) Kurz — ocorre no subcontinente indiano, Indochina e sul da China — sinônimos: S. acuminata Roxb., Mangifera pinnata Koenig ex L.f., S. mangifera Willd., S. amara Lam., S. bivenomarginalis Feng K. M., P. Y. Mao, & P. Y. Mao - Spondias purpurea L. — (ciriguela) nativa do noroeste do México ao Panamá e, possivelmente, do norte da Colômbia ao sudoeste do Peru. É amplamente cultivada nos trópicos. — sinônimos: S. cirouella Tussac, S. jocote-amarillo Kosterm., S. mexicana Watson, S. negrosensis Kosterm. - Spondias radlkoferi Donn. Sm. — ocorre do México à América Central e do noroeste da Venezuela à Colômbia. — sinônimos: S. nigrescens Pittier - Spondias tefyi J.D.Mitch., Daly & Randrian. — endêmica da ilha de Madagascar. - Spondias testudinis J.D. Mitch. & Daly - Spondias tuberosa Arruda — (umbuzeiro) endêmica do bioma Caatinga. Alagoas, Bahia, Ceará, Maranhão, Paraíba, Pernambuco, Piauí, Rio Grande do Norte, Sergipe, Espírito Santo e Minas Gerais. - Spondias venulosa (Mart. ex Engl.) Engl. — (cajá-grande) é endêmica das florestas pluvias atlânticas de São Paulo, Minas Gerais, Rio de Janeiro, Espírito Santo e Bahia. — sinônimos: S. purpurea var. venulosa Mart. ex Engl., S. venosa Mart. ex Colla - Spondias xerophila Kosterm. — é endêmica do Sri Lanka. |

— Os sinônimos pesquisados incluem:
- Spondias axillaris — sinônimo de Choerospondias axillaris
- Spondias birrea — sinônimo de  Sclerocarya birrea
- Spondias haplophylla Airy Shaw & Forman — sinônimo de Bouea oppositifolia (Roxb.) Meisn.
- Spondias indica (Wight & Arn.) Airy Shaw & Forman — sinônimo de  Solenocarpus indicus Wight & Arn.
- Spondias lakonensis Pierre — sinônimo de Allospondias lakonensis (Pierre) Stapf[16]
- Spondias pleiogyna — sinônimo de Pleiogynium timoriense
- Spondias solandri — sinônimo de Pleiogynium timoriense